# Takatoshi Matsumoto
Takatoshi Matsumoto (松本 昂聡 Matsumoto Takatoshi?), född 5 september 1983 i Tokyo prefektur, är en japansk före detta fotbollsspelare.
Matsumoto började sin karriär 2002 i Kyoto Purple Sanga. Efter Kyoto Purple Sanga spelade han för FC Tokyo, Vissel Kobe, Shonan Bellmare, Tokushima Vortis och MIO Biwako Kusatsu. Han avslutade karriären 2009.